# محاصره نارا
محاصره نارا به دنبال پیروزی خاندان تایرا در شورش شاهزاده موچی‌هیتو و در ژانویه سال ۱۱۸۱ رخ داد. در آن شورش میناموتو نو یوریماسا با کمک راهبانی از معبد اونجو و معابد دیگر، در مقابل این خاندان جنگیده بود. خاندان تایرا در پی انتقام از معابدی بود که در آن زمان به همراه شاهزاده موچی‌هیتو دست به شورش زده بودند. رزمندگان خاندان تایرا قبل از رفتن به نارا، معبد اونجو را سوزاندند، سپس در نارا معبد کوفوکو-جی و تودای‌جی را مورد حمله قرار دادند.